# Olympia's Tour
L'Olympia’s Tour est une course cycliste par étapes néerlandaise. Elle a consacré de nombreux jeunes talents néerlandais et étrangers tels que Thomas Dekker, Stef Clement, Lars Boom ou encore Taylor Phinney. L'épreuve est classée dans l'UCI Europe Tour en catégorie 2.2. Elle est par conséquent ouverte aux équipes continentales professionnelles néerlandaises, aux équipes continentales, à des équipes nationales et à des équipes régionales ou de clubs. Les UCI ProTeams (première division) ne peuvent pas participer.
En 2019, la course quitte le calendrier UCI et redevient nationale. L'édition 2020 est annulée à cause de la pandémie de Covid-19, la suivante l'est également pour les mêmes raisons.

## Palmarès
| Année     | Vainqueur                                                 | Deuxième                                                  | Troisième                                                 |
| --------- | --------------------------------------------------------- | --------------------------------------------------------- | --------------------------------------------------------- |
| 1909      | Chris Kalkman                                             | Gerard van Staveren                                       | Marinus Gooy                                              |
| 1910      | Adrie Bellersen                                           | Gerard Franssen                                           | Henk Tamse                                                |
| 1911-1926 | Pas de course                                             | Pas de course                                             | Pas de course                                             |
| 1927      | Rudolf Wolke                                              | Adrianus Braspennincx                                     | Alfred Ebeling                                            |
| 1928-1954 | Pas de course                                             | Pas de course                                             | Pas de course                                             |
| 1955      | Piet Kooijman                                             | Krijn Post                                                | Michel Stolker                                            |
| 1956      | Kees van der Zande                                        | Leo van der Brand                                         | Jan van Vliet                                             |
| 1957      | Adrie Roks                                                | Jaap Huissoon                                             | Schalk Verhoef                                            |
| 1958      | Ab van Egmond                                             | Piet Steenvoorden                                         | Ben Teunisse                                              |
| 1959      | Huub Zilverberg                                           | Joop van der Putten (nl)                                  | Antoon van der Steen                                      |
| 1960      | Gerard Wesseling                                          | Nico Walravens                                            | Alfons Steuten                                            |
| 1961      | Mik Snijder                                               | Henk Nijdam                                               | Jaap de Waard                                             |
| 1962      | Henk Nijdam                                               | Arie den Hartog                                           | Jan Janssen                                               |
| 1963      | Jos Dries                                                 | Julien Stevens                                            | Arie den Hartog                                           |
| 1964      | Cor Schuuring                                             | Jos van der Vleuten                                       | Harry Steevens                                            |
| 1965      | Harry Steevens                                            | Dignus Kosten                                             | Henk Peters                                               |
| 1966      | Jan van der Horst                                         | Peter Heijnig                                             | Jørgen Hansen                                             |
| 1967      | Cees Zoontjes                                             | Rini Wagtmans                                             | Jan Bols                                                  |
| 1968      | Leen de Groot                                             | Nanno Bakker                                              | Frits Hoogerheide                                         |
| 1969      | Piet Legierse                                             | Piet van der Kruijs                                       | Jan Aling                                                 |
| 1970      | Frits Schur                                               | Jo van Pol                                                | Matthijs de Koning                                        |
| 1971      | Cees Priem                                                | Jan Aling                                                 | Fedor den Hertog                                          |
| 1972      | Frits Schur                                               | Jan Spetgens                                              | Piet van Katwijk                                          |
| 1973      | Fedor den Hertog                                          | Aad van den Hoek                                          | Wim de Waal                                               |
| 1974      | Roy Schuiten                                              | Ad Dekkers                                                | Aad van den Hoek                                          |
| 1975      | Hans Langerijs                                            | André Gevers                                              | Frits Schur                                               |
| 1976      | Leo van Vliet                                             | Arie Hassink                                              | Fons van Katwijk                                          |
| 1977      | Arie Hassink                                              | Jos Lammertink                                            | Ad Prinsen                                                |
| 1978      | Arie Hassink                                              | Jan van Houwelingen                                       | Bert Oosterbosch                                          |
| 1979      | Jos Lammertink                                            | Ad Wijnands                                               | Jan Jonkers                                               |
| 1980      | Oleg Logvine                                              | Viatcheslav Dedenov                                       | Aavo Pikkuus                                              |
| 1981      | Gerard Schipper                                           | Gerrit Solleveld                                          | Alexandre Krasnov                                         |
| 1982      | Gerrit Solleveld                                          | Alexandre Krasnov                                         | Viktor Manakov                                            |
| 1983      | Mario Hernig                                              | Geert Schipper                                            | Harald Wolf                                               |
| 1984      | Assiat Saitov                                             | Falk Boden                                                | Erik Breukink                                             |
| 1985      | John Talen                                                | Peter Stevenhaagen                                        | Arjan Jagt (nl)                                           |
| 1986      | Bernd Dittert                                             | John Talen                                                | Rob Harmeling                                             |
| 1987      | Jos Bol                                                   | Eddy Schurer                                              | Patrick Bol                                               |
| 1988      | Dirk Meier                                                | Carsten Wolf                                              | Louis de Koning                                           |
| 1989      | Thomas Liese                                              | Maarten den Bakker                                        | Pierre Duin                                               |
| 1990      | Wilco Zuijderwijk                                         | Remco Startman                                            | Thomas Liese                                              |
| 1991      | Anton Tak                                                 | Erik Dekker                                               | Servais Knaven                                            |
| 1992      | Servais Knaven                                            | Léon van Bon                                              | Edwin Ophof                                               |
| 1993      | Servais Knaven                                            | Marcel van der Vliet                                      | Antoine Goense                                            |
| 1994      | Henk Vogels                                               | Godert de Leeuw                                           | Gianfranco Contri                                         |
| 1995      | Danny Nelissen                                            | Hans van Dijk                                             | Tristan Priem                                             |
| 1996      | Cristiano Citton                                          | Peter Rogers                                              | Gianfranco Contri                                         |
| 1997      | Remco van der Ven                                         | John van den Akker                                        | Cristiano Citton                                          |
| 1998      | Matthé Pronk                                              | Marcel Duijn                                              | Renger Ypenburg (nl)                                      |
| 1999      | Marcel Duijn                                              | Mathew Hayman                                             | Coen Boerman                                              |
| 2000      | Jan van Velzen                                            | Tom Hoedemakers                                           | Joost Legtenberg                                          |
| 2001      | Pas de course à la suite de l'épidémie de fièvre aphteuse | Pas de course à la suite de l'épidémie de fièvre aphteuse | Pas de course à la suite de l'épidémie de fièvre aphteuse |
| 2002      | Mart Louwers                                              | Sean Sullivan                                             | Jens Mouris                                               |
| 2003      | Joost Posthuma                                            | Yoeri Beyens                                              | Koen de Kort                                              |
| 2004      | Thomas Dekker                                             | Rory Sutherland                                           | Bastiaan Giling                                           |
| 2005      | Stef Clement                                              | Marvin van der Pluijm                                     | Gediminas Bagdonas                                        |
| 2006      | Tom Veelers                                               | Jacob Moe Rasmussen                                       | Rick Flens                                                |
| 2007      | Thomas Berkhout                                           | Martijn Maaskant                                          | Tom Veelers                                               |
| 2008      | Lars Boom                                                 | Lieuwe Westra                                             | Johnny Hoogerland                                         |
| 2009      | Jetse Bol                                                 | Joost van Leijen                                          | Tejay van Garderen                                        |
| 2010      | Taylor Phinney                                            | Coen Vermeltfoort                                         | Jesse Sergent                                             |
| 2011      | Jetse Bol                                                 | Jack Bauer                                                | Tom Dumoulin                                              |
| 2012      | Dylan van Baarle                                          | Michael Freiberg                                          | Christoph Pfingsten                                       |
| 2013      | Dylan van Baarle                                          | Peter Koning                                              | Arno van der Zwet                                         |
| 2014      | Berden de Vries                                           | Wim Stroetinga                                            | Jesper Asselman                                           |
| 2015      | Jetse Bol                                                 | Bob Schoonbroodt                                          | Nathan Van Hooydonck                                      |
| 2016      | Cees Bol                                                  | Pavel Sivakov                                             | Hartthijs de Vries                                        |
| 2017      | Pascal Eenkhoorn                                          | Pavel Sivakov                                             | Stan Dewulf                                               |
| 2018      | Julius Johansen                                           | Marten Kooistra                                           | Lars van den Berg                                         |
| 2019      | Sander De Pestel                                          | Jason van Dalen                                           | Stan Van Tricht                                           |
| 2020-2021 | Course annulée en raison de la pandémie de coronavirus    | Course annulée en raison de la pandémie de coronavirus    | Course annulée en raison de la pandémie de coronavirus    |
| 2022      | Maikel Zijlaard                                           | Bert-Jan Lindeman                                         | Joren Bloem                                               |
| 2023      | Mathias Bregnhøj                                          | Liam Slock                                                | Jesse Kramer                                              |
| 2024      | Tim Torn Teutenberg                                       | Rasmus Søjberg Pedersen                                   | Jelte Krijnsen                                            |
| 2025      | Antoine L'Hote                                            | Timo de Jong                                              | Axel van der Tuuk                                         |